# Aspidotis
Aspidotis, rod papratnjača iz porodice bujadovki (Pteridaceae) raširen po Sjevernoj Americi i Meksiku. U bazi podataka na popisu je 4 vrste.
Rod je opisan 1947.

## Vrste
1. Aspidotis californica (Nutt. ex Hook.) Nutt. ex Copel.
2. Aspidotis carlotta-halliae (W.H.Wagner & E.F.Gilbert) Lellinger
3. Aspidotis densa (Brack.) Lellinger
4. Aspidotis meifolia (D.C.Eaton) Pic.Serm.

## Sinonimi
- Hypolepis sect.Aspidotis Nutt. ex Hook.1852